# Février 1997

## Évènements
- Insurrection en Albanie, à la suite de l'effondrement d'un système de pyramides financières.

- 4 février : au Pakistan, Benazir Bhutto est battue aux élections par Nawaz Sharif.

- 14 février, (Formule 1) : Alain Prost annonce le lancement de l'écurie Prost Grand Prix, anciennement Ligier.

- 18 février : le vraquier chypriote Albion II coule, vraisemblablement le 18 février 1997, avec ses 25 membres d'équipage sans avertissement à 60 milles marins au large de Brest[1].

- 19 février : mort de Deng Xiaoping.

- 23 février : présentation au Royaume-Uni d'un clone de brebis : Dolly (née en juillet 1996)

- 27 février : Israël décide de construire 6500 logements réservés aux Juifs aux portes de Jérusalem-Est.

- 28 février : coup d'État militaire en Turquie.

## Naissances en février 1997
- Anton Walkes, joueur de football britannique († 19 janvier 2023).
- 10 février : Chloë Moretz, actrice américaine.
- 11 février : Rosé, chanteuse néo-zélandaise-sud-coréenne.
- 17 février : Mouad Moutaoukil, écrivain marocain.
- 18 février : Jack Rowan, acteur britannique.
- 25 février : Isabelle Fuhrman, actrice américaine.